# Neaux
Cet article possède un paronyme, voir Meaux (homonymie).
Neaux est une commune française située dans le département de la Loire, en région Auvergne-Rhône-Alpes.
Ses habitants sont appelés les Novaliens et les Novaliennes.

## Géographie
Par la route, Neaux se situe à une dizaine de minutes au sud-est de Roanne, à une heure de Saint-Étienne et de Lyon et une heure et demie de Clermont-Ferrand. La commune est traversée par la RN 7 qui divise le village en deux : le bourg avec l'église, la mairie et la salle d'animation, et de l'autre côté le faubourg.
Le village est arrosé par deux cours d'eau, le ruisseau d'Écoron au nord et au sud le Gand.
Les collines verdoyantes en font un cadre agréable à vivre aux portes de la ville.

### Climat
Pour des articles plus généraux, voir Climat d'Auvergne-Rhône-Alpes et Climat de la Loire.
En 2010, le climat de la commune est de type climat océanique dégradé des plaines du Centre et du Nord, selon une étude du Centre national de la recherche scientifique s'appuyant sur une série de données couvrant la période 1971-2000. En 2020, Météo-France publie une typologie des climats de la France métropolitaine dans laquelle la commune est exposée à un climat de montagne ou de marges de montagne et est dans la région climatique Nord-est du Massif Central, caractérisée par une pluviométrie annuelle de 800 à 1 200 mm, bien répartie dans l’année.
Pour la période 1971-2000, la température annuelle moyenne est de 10 °C, avec une amplitude thermique annuelle de 15,7 °C. Le cumul annuel moyen de précipitations est de 770 mm, avec 9,8 jours de précipitations en janvier et 7 jours en juillet. Pour la période 1991-2020, la température moyenne annuelle observée sur la station météorologique de Météo-France la plus proche, « Fourneaux », sur la commune de Fourneaux à 7 km à vol d'oiseau, est de 11,7 °C et le cumul annuel moyen de précipitations est de 900,1 mm,. Pour l'avenir, les paramètres climatiques de la commune estimés pour 2050 selon différents scénarios d'émission de gaz à effet de serre sont consultables sur un site dédié publié par Météo-France en novembre 2022.

## Urbanisme

### Typologie
Au 1er janvier 2024, Neaux est catégorisée commune rurale à habitat dispersé, selon la nouvelle grille communale de densité à sept niveaux définie par l'Insee en 2022.
Elle est située hors unité urbaine. Par ailleurs la commune fait partie de l'aire d'attraction de Roanne, dont elle est une commune de la couronne,. Cette aire, qui regroupe 88 communes, est catégorisée dans les aires de 50 000 à moins de 200 000 habitants,.

### Occupation des sols
L'occupation des sols de la commune, telle qu'elle ressort de la base de données européenne d’occupation biophysique des sols Corine Land Cover (CLC), est marquée par l'importance des territoires agricoles (66,4 % en 2018), en diminution par rapport à 1990 (71,5 %). La répartition détaillée en 2018 est la suivante : 
prairies (56,7 %), forêts (29,1 %), zones agricoles hétérogènes (9,7 %), zones urbanisées (3,2 %), milieux à végétation arbustive et/ou herbacée (1,2 %). L'évolution de l’occupation des sols de la commune et de ses infrastructures peut être observée sur les différentes représentations cartographiques du territoire : la carte de Cassini (XVIIIe siècle), la carte d'état-major (1820-1866) et les cartes ou photos aériennes de l'IGN pour la période actuelle (1950 à aujourd'hui).

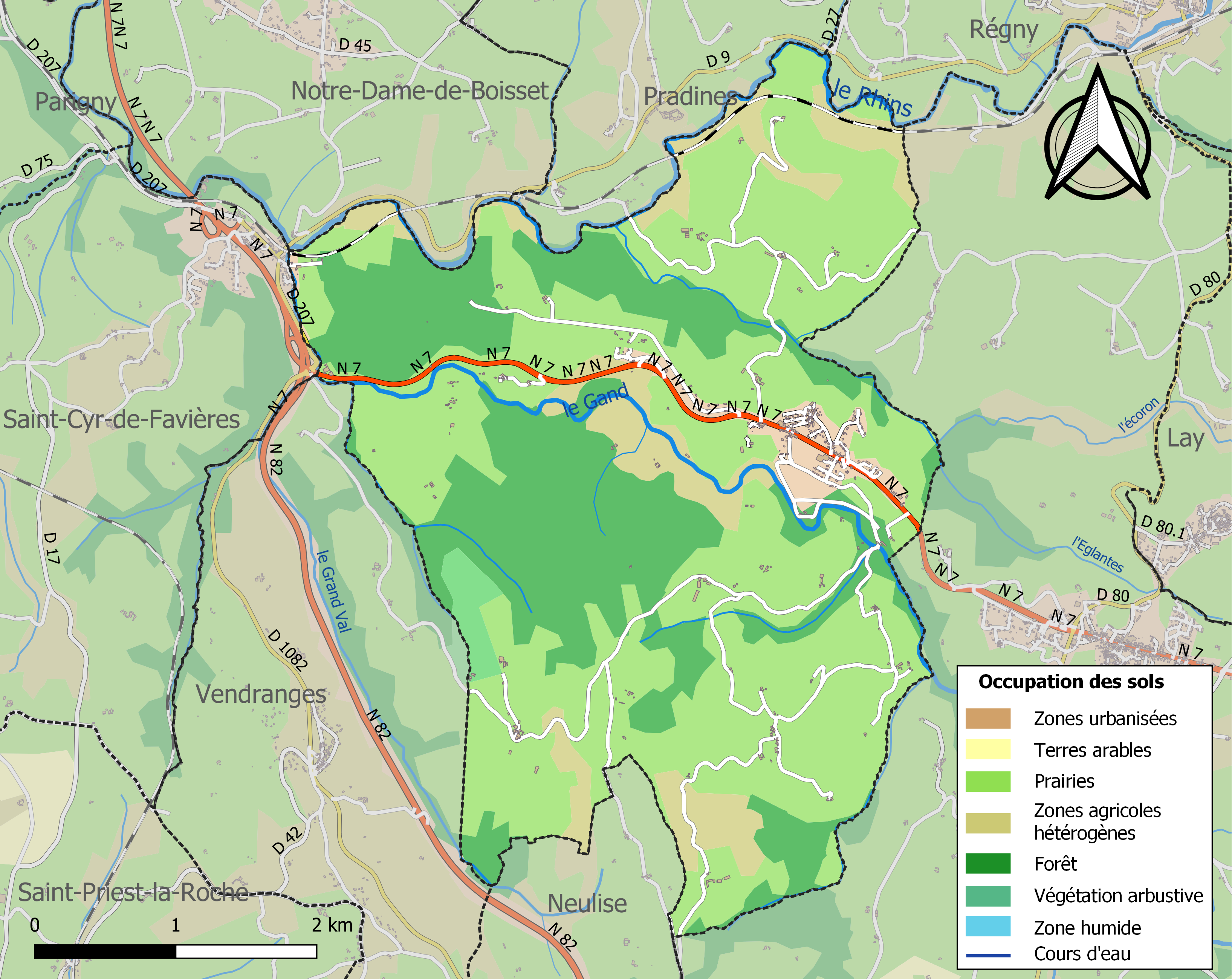
Carte des infrastructures et de l'occupation des sols de la commune en 2018 (CLC).

## Histoire

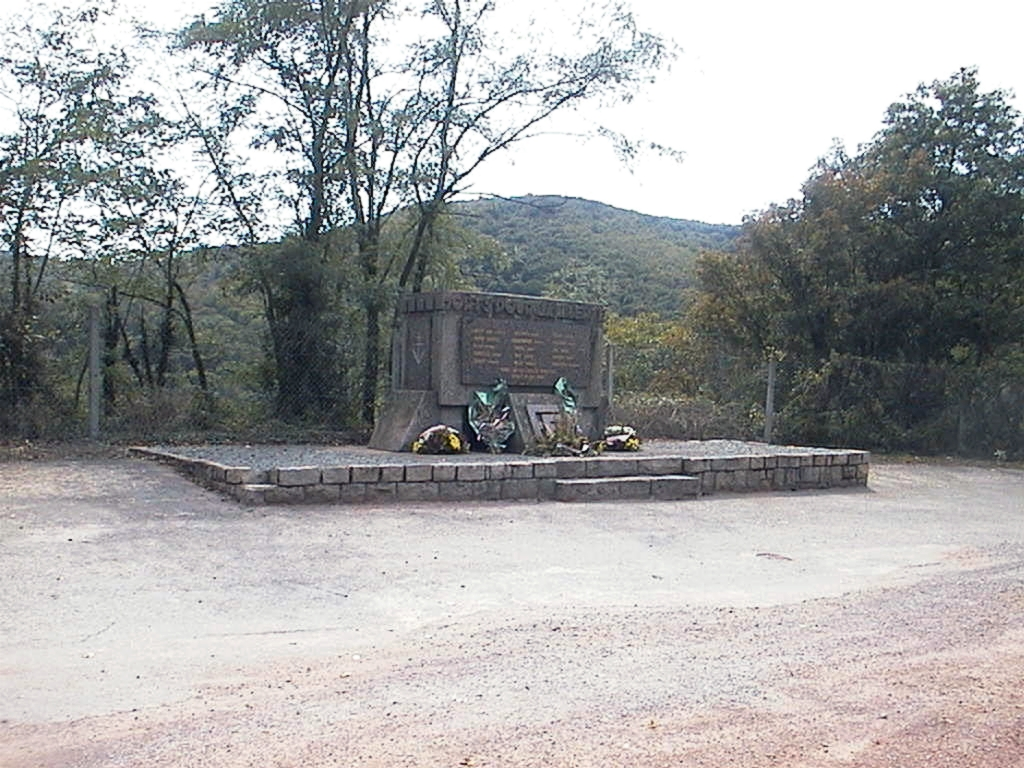
Monument aux morts du maquis le long de la RN7 commémorant le combat de Neaux.

L'occupation du plateau de Neaux est très ancienne puisqu'on y a retrouvé des silex taillés du Moustérien et des vestiges de l'occupation romaine. Neaux est mentionné en 1020 dans le cartulaire de Savigny qui fait état d'une « villa » appelée « Novals » à proximité de l'église dédiée à sainte Marguerite. Novals est peut-être la contraction de « Novales Terrae », nouvelles terres défrichées aux Xe et XIe siècles.
Située sur la via Agrippa qui reliait Lugdunum (Lyon) à Mediolanum Santonum (Saintes) via Rodumna (Roanne), le passé de Neaux est intimement lié à la circulation. Le « grand chemin français » au XVe siècle traverse le village. Ce sera ensuite la route Royale de Paris à Lyon qui sera rénovée vers 1750 puis la route nationale 7 construite vers 1837. Cette dernière abandonnera le tracé direct vers l'Hôpital-sur-Rhins, dangereux avec la traversée de la goutte du Bois des Morts, pour un trajet sinueux sur le versant de la vallée du Gand.
En 1814, le 23 avril, l'empereur Napoléon Ier partant en exil pour l'île d'Elbe s'arrêtera au lieu-dit Loyette, un peu avant Neaux en venant de Roanne, pour faire un signe à sa mère et à son oncle, le cardinal Joseph Fesch, qui étaient réfugiés au couvent de Pradines de l'autre côté de la vallée de l'Écoron.
Le 18 août 1944, une colonne allemande est engagée par le maquis de la Loire lors d'une sanglante escarmouche, baptisée du nom de combat de Neaux.

## Politique et administration

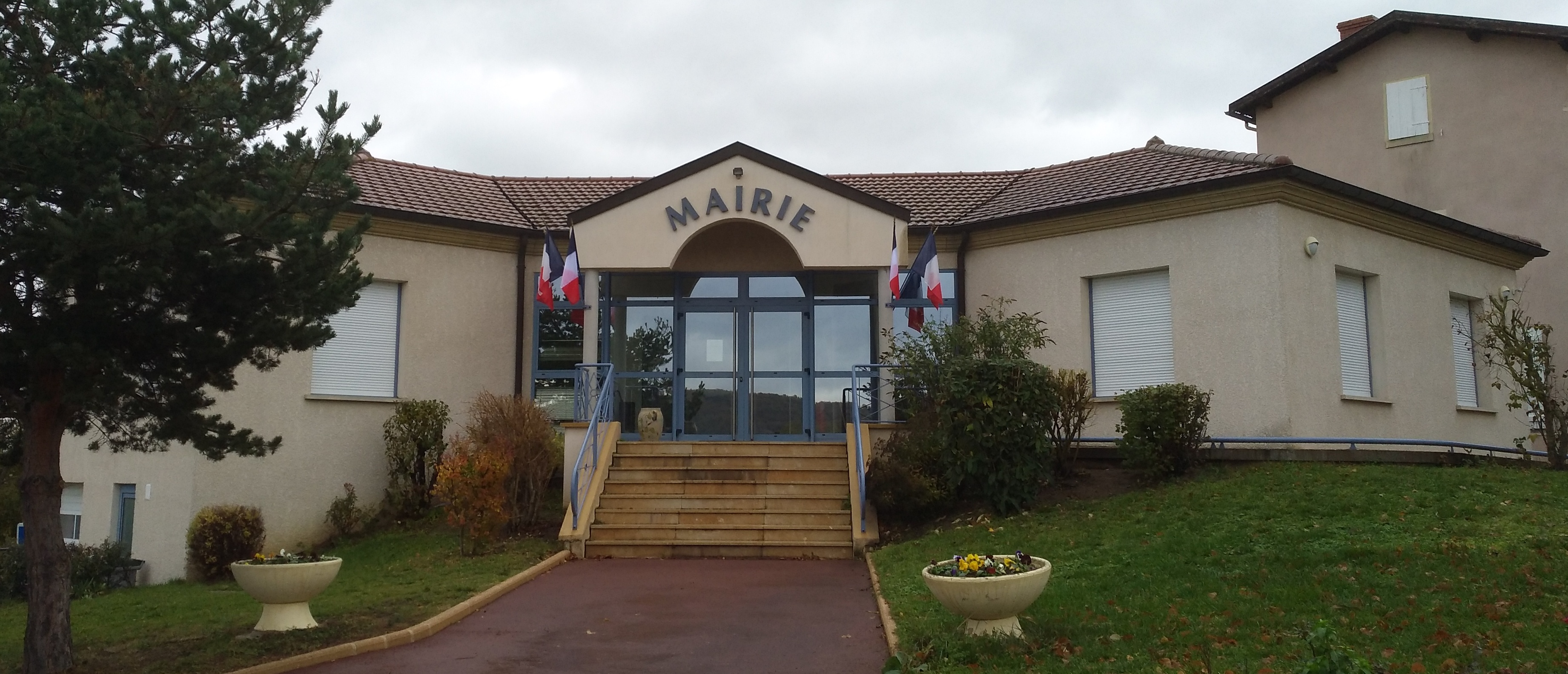
Mairie de Neaux

| Période   | Période   | Identité            | Étiquette | Qualité |
| --------- | --------- | ------------------- | --------- | ------- |
| mars 1971 | mars 1983 | Joseph Vignon       | SE        |         |
| mars 1989 | mars 2001 | Jean Dussud         | SE        |         |
| mars 2001 | mars 2014 | Jean-Noël Cimetière | SE        |         |
| mars 2014 | mai 2020  | Régis Roch          | SE        |         |
| mai 2020  | en cours  | Dominique Givre     | SE        |         |

## Démographie
L'évolution du nombre d'habitants est connue à travers les recensements de la population effectués dans la commune depuis 1793. Pour les communes de moins de 10 000 habitants, une enquête de recensement portant sur toute la population est réalisée tous les cinq ans, les populations de référence des années intermédiaires étant quant à elles estimées par interpolation ou extrapolation. Pour la commune, le premier recensement exhaustif entrant dans le cadre du nouveau dispositif a été réalisé en 2004.

En 2022, la commune comptait 479 habitants, en stagnation par rapport à 2016 (Loire : +1,32 %, France hors Mayotte : +2,11 %).
| 1793 | 1800 | 1806 | 1821 | 1831 | 1836 | 1841 | 1846 | 1851 |
| ---- | ---- | ---- | ---- | ---- | ---- | ---- | ---- | ---- |
| 800  | 787  | 806  | 753  | 915  | 744  | 851  | 954  | 884  |

| 1856 | 1861 | 1866 | 1872 | 1876 | 1881 | 1886 | 1891 | 1896 |
| ---- | ---- | ---- | ---- | ---- | ---- | ---- | ---- | ---- |
| 868  | 836  | 831  | 830  | 788  | 735  | 696  | 631  | 560  |

| 1901 | 1906 | 1911 | 1921 | 1926 | 1931 | 1936 | 1946 | 1954 |
| ---- | ---- | ---- | ---- | ---- | ---- | ---- | ---- | ---- |
| 610  | 606  | 583  | 505  | 547  | 542  | 508  | 476  | 444  |

| 1962 | 1968 | 1975 | 1982 | 1990 | 1999 | 2004 | 2006 | 2009 |
| ---- | ---- | ---- | ---- | ---- | ---- | ---- | ---- | ---- |
| 391  | 374  | 364  | 383  | 446  | 443  | 436  | 441  | 511  |

| 2014 | 2019 | 2022 | - | - | - | - | - | - |
| ---- | ---- | ---- | - | - | - | - | - | - |
| 494  | 481  | 479  | - | - | - | - | - | - |

## Lieux et monuments

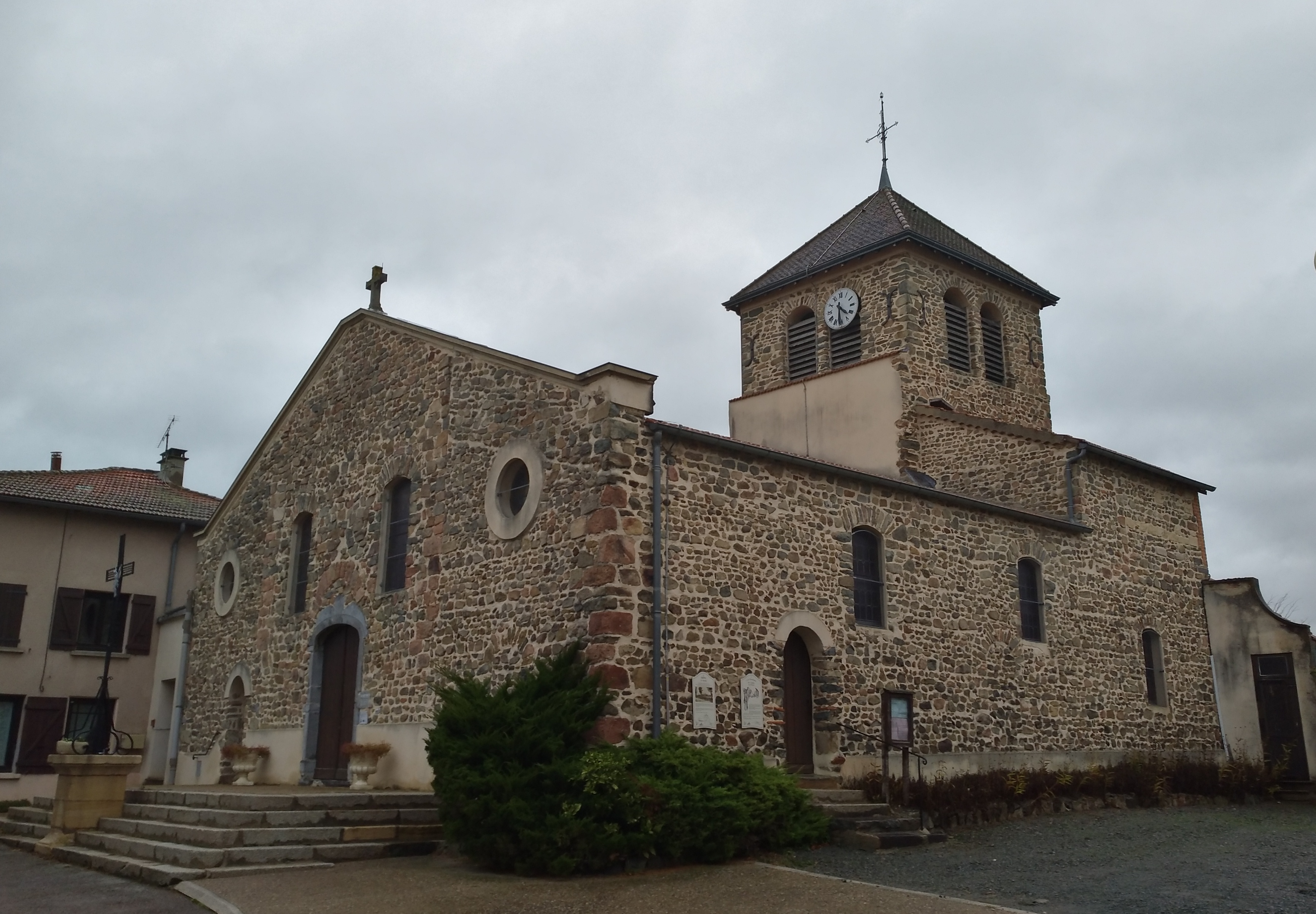
Église Sainte-Marguerite de Neaux.

- Église Sainte-Marguerite : elle dispose d'un carillon. Conçu à l’origine en 1830, il possède actuellement douze cloches. Il a été restauré en 2010. Il s’agit du seul à avoir été restauré cette année-là en France[17].

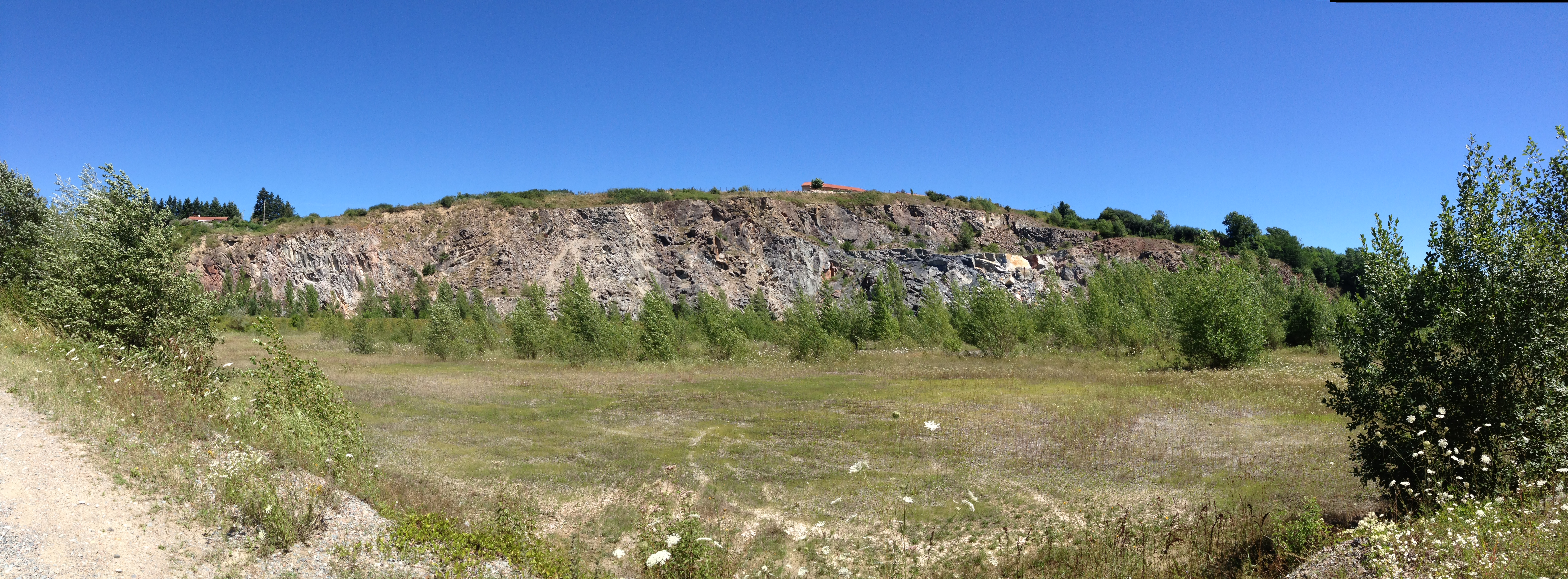
Les carrières de Neaux.

- Les carrières : c'est la plus grande excavation réalisée dans l'ancien canton de Saint-Symphorien-de-Lay. La carrière de Neaux fut découverte par hasard dans les années 1830. C'est en brisant quelques éperons rocheux avancés sur le Gand, pour creuser deux tunnels ferroviaires, que le granit bleu apparut. Elles furent exploitées durant plus d'une centaine d'années jusqu'à la fermeture en 2000. En 1980, il ne restait plus que six personnes. Elles ont fourni les pavés de Paris. Des wagons entiers partaient pour la capitale. Les carrières ont amené à Neaux beaucoup de tailleurs de pierre italiens et hongrois qui, pour la plupart, sont restés au village.

## Sports
Neaux possède un boulodrome extérieur où s’entraîne l'association sportive de boules lyonnaises « la boule des marguerites ».

## Manifestations
Chaque année a lieu la fête patronale de Neaux qui se déroule durant quatre jours (du vendredi au lundi), le week-end qui suit le 14 juillet. Tout au long de la fête, de nombreuses manifestations sont organisées par le comité des fêtes de Neaux dans le village tout autour des manèges : concours de pétanque, spectacle, bal, orchestre, brocante et concours de boule lyonnaise. Le dimanche soir est tiré un feu d'artifice.